# El asesino durmiente
El asesino durmiente (título original: The Grim Sleeper) es un telefilme estadounidense de drama, biografía y suspenso de 2014, dirigido por Stanley M. Brooks, escrito por Teena Booth y Robert Nathan, en la fotografía estuvo Adam Sliwinski, los protagonistas son Dreama Walker, Michael O’Neill y Ernie Hudson, entre otros. Este largometraje fue producido por Michael Jaffe Films y Stan & Deliver Films; se estrenó el 15 de marzo de 2014.

## Sinopsis
La periodista Christine Pelisek colabora con las agencias del gobierno investigando a un supuesto homicida en serie, conocido como Grim Sleeper.